# Fundición gris

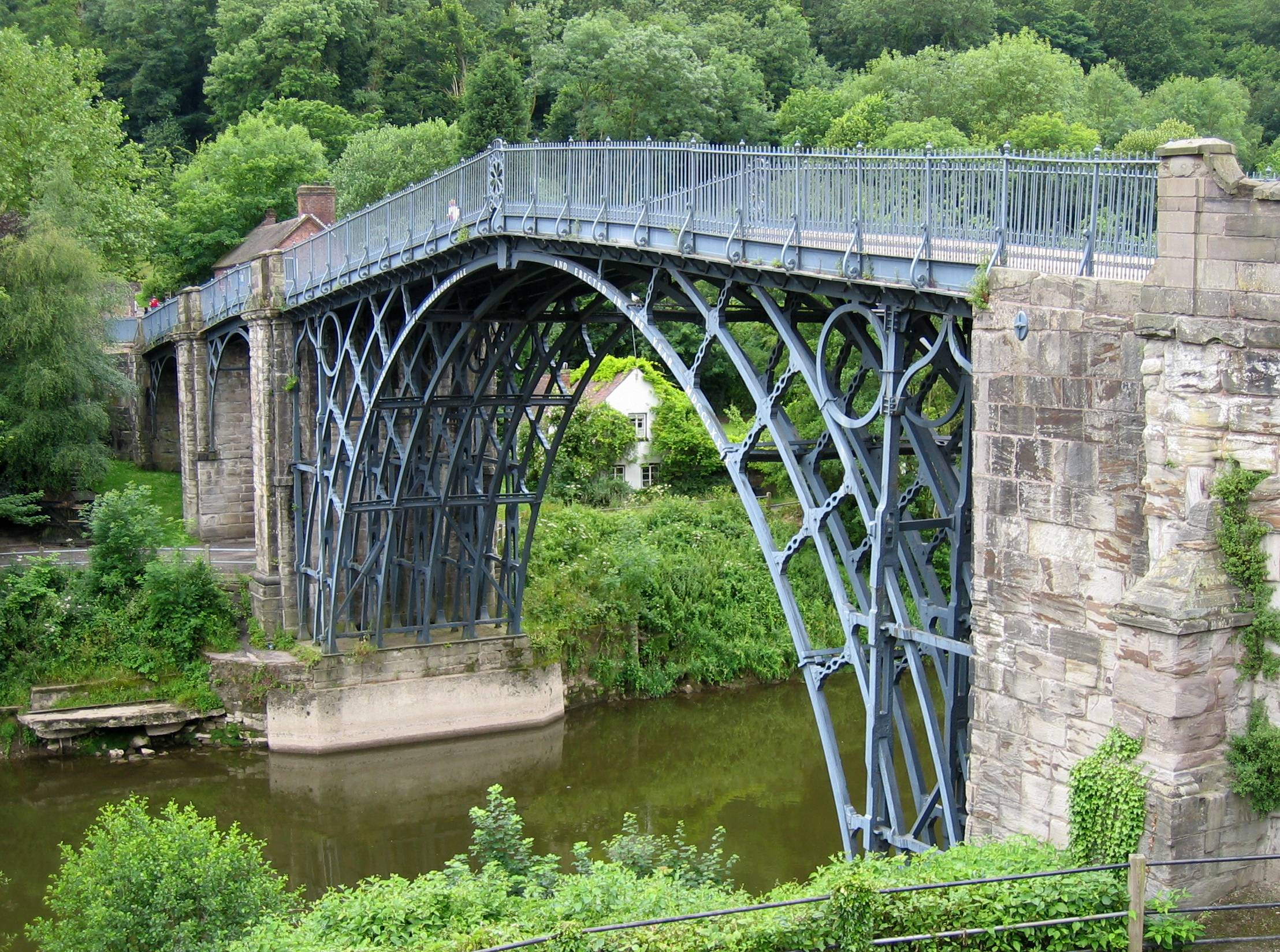
Puente construido con piezas de hierro fundido.

El hierro fundido, hierro colado, más conocido como fundición gris es un tipo de aleación cuyo tipo más común es el conocido como hierro fundido gris. 
El hierro gris es uno de los materiales ferrosos más empleados y su nombre se debe a la apariencia de su superficie al romperse. Esta aleación ferrosa contiene en general más de 2 % de carbono y más de 1 % de silicio, además de manganeso, fósforo y azufre. Una característica distintiva del hierro gris es que el carbono se encuentra en general como grafito, adoptando formas irregulares descritas como “hojuelas”. Este grafito es el que da la coloración gris a las superficies de ruptura de las piezas elaboradas con este material.
Las propiedades físicas y en particular las mecánicas varían dentro de amplios intervalos respondiendo a factores como la composición química, rapidez de enfriamiento después del vaciado, tamaño y espesor de las piezas, práctica de vaciado, tratamiento térmico y parámetros microestructurales como la naturaleza de la matriz y la forma y tamaño de las hojuelas de grafito.
Un caso particular es el del grafito esferoidal, que comienza a utilizarse en los años 1950; a partir de entonces ha desplazado a otros tipos de hierro maleable y de hierro gris.
Entre los primeros usos de este material se dieron, en Europa occidental, en el año 1313, específicamente en la fabricación de cañones, y presumiblemente en la misma época se comenzaron a utilizar también en la construcción de tuberías. Se tienen registros de que en 1455 la primera tubería de hierro fundido fue instalada en Alemania, en el castillo Dillenberg. 
El proceso de fabricación de los tubos de hierro fundido ha tenido profundas modificaciones, pasando del método antiguo de foso de colada hasta el proceso moderno por medio de la centrifugación.

## Estructura
La composición típica para obtener una microestructura grafítica es de 2.5 a 4 % de carbono y de 1 a 3 % de silicio. El silicio juega un papel importante en diferenciar a la fundición gris de la fundición blanca; esto se debe a que el silicio es un estabilizador de grafito. Esto significa que ayuda a precipitar el grafito desde los carburos de hierro. Otro factor importante que ayuda a la formación del grafito es la velocidad de solidificación de la colada: una velocidad lenta tenderá a producir más grafito y una matriz ferrítica; una velocidad moderada tenderá a producir una mayor matriz perlítica. Para lograr una matriz 100 % ferrítica se debe someter la fundición a un tratamiento térmico de recocido.
Un enfriamiento veloz suprimirá parcial o totalmente la formación de grafito y en cambio propiciará la formación de cementita, lo cual se conoce como fundición blanca.

## Clasificaciones
En los Estados Unidos la clasificación más difundida para la fundición gris es la realizada por la ASTM International A48. Esta clasifica a la fundición gris dentro de clases dependiendo de su resistencia a la tracción. La unidad que se maneja son miles de libras por pulgada cuadrada (ksi), que es un múltiplo de la unidad anglosajona libra-fuerza por pulgada cuadrada (psi).
Ejemplo: la fundición gris clase 20 tiene una resistencia a la tracción mínima de 20 000 psi (aproximadamente 1407.8 kg/cm² o 140 000 kPa). La clase 20 tiene alto carbono equivalente y una matriz ferrítica. Las fundiciones con alta resistencia a la tracción, encima de la clase 40, tienen bajo carbono equivalente y una matriz perlítica-ferrítica. La fundición gris por encima de la clase 40 requiere de aleación para lograr el fortalecimiento de la solución sólida y de tratamiento térmico para modificar la matriz. La clase 80 es la clase más alta posible, pero es en extremo frágil. La norma ASTM A247 es también comúnmente usada para describir la estructura de grafito. Otras normas que tratan a la fundición gris son las ASTM A126, ASTM A278, y ASTM A319.
En la industria automotriz la norma SAE J431 es usada para designar grados en lugar de las clases anteriores. Estos grados son una medida de la relación que existe entre la resistencia a la tracción con la dureza dada en Dureza Brinell.

### Propiedades según la ASTM A48 para las clases de fundiciones grises
| Clase | Resistencia a la tracción | Resistencia a la compresión | Módulo de tracción (E) |
| ----- | ------------------------- | --------------------------- | ---------------------- |
| 20    | 22 ksi (151 MPa)          | 33 ksi (227 MPa)            | 10 × 106 psi (69 GPa)  |
| 30    | 31 ksi (213 MPa)          | 109 ksi (751 MPa)           | 14 × 106 psi (96 GPa)  |
| 40    | 42.5 ksi (393 MPa)        | 140 ksi (965 MPa)           | 18 × 106 psi (124 GPa) |
| 60    | 62.5 ksi (430 MPa)        | 187.5 ksi (1292 MPa)        | 21 × 106 psi (144 GPa) |

### Propiedades según la SAE J431 para los grados de fundiciones grises
| Grado                                           | Dureza Brinell | t/h† | Descripción         |
| ----------------------------------------------- | -------------- | ---- | ------------------- |
| G1800                                           | 120–187        | 135  | Ferrítica-perlítica |
| G2500                                           | 170–229        | 135  | Ferrítica-perlítica |
| G3000                                           | 187–241        | 150  | Perlítica           |
| G3500                                           | 207–255        | 165  | Perlítica           |
| G4000                                           | 217–269        | 175  | Perlítica           |
| †t/h = Resistencia a la tracción/Dureza Brinell |                |      |                     |

## Ventajas y desventajas
La fundición gris es una aleación común en la ingeniería debido a su relativo bajo costo y buena maquinabilidad, resultado de las bandas de grafito que lubrican el corte y la viruta. También tiene buena resistencia al desgaste, debido a que las "hojuelas" de grafito sirven de autolubricante. La fundición gris posee una rotura frágil, es decir, no es dúctil, por lo que no presenta deformaciones permanentes importantes antes de llevarla a su tensión de rotura: no es tenaz. Al tener una alta tensión de rotura, pero baja ductilidad, casi toda su curva de tensión alargamiento presente muchas zonas en donde las tensiones son proporcionales a las deformaciones: tiene mucha resiliencia, es decir, capacidad de absorber trabajo en el período elástico o de deformaciones no permanentes.  El silicio promueve una buena resistencia a la corrosión e incrementa la fluidez de la colada de fundición; la fundición gris es considerada, generalmente, fácil de soldar.
Comparada con otras aleaciones de hierro modernas, la fundición gris tiene una baja resistencia a la tracción y ductilidad; por lo tanto su resistencia al impacto es casi inexistente.

## Efectos sobre la salud
Hay evidencia suficiente sobre el efecto cancerígeno de los trabajos en una fundición de hierro y acero. Los trabajos en una fundición están por ello en el grupo 1 (agentes o circunstancias cancerígenas para el hombre) de la Agencia Internacional para la Investigación del Cáncer, agencia que forma parte de la Organización Mundial de la Salud.
Esto no quiere decir que el hierro o el acero en sí sean materiales cancerígenos, sino que trabajar en una fundición aumenta el riesgo de cáncer. En concreto, aumenta el riesgo de padecer cáncer de pulmón.